# Puerto del Carmen
Puerto del Carmen est la principale station balnéaire de l'île de Lanzarote dans l'archipel des îles Canaries. Elle fait partie de la commune de Tías.

## Situation
La station se situe sur la côte est de l'île et fait partie de la commune de Tías.
Puerto del Carmen se trouve à côté de l'aéroport et à une petite dizaine de kilomètres d'Arrecife, capitale et ville principale de l'île. La situation centrale de Puerto del Carmen permet à ses résidents de rejoindre facilement les principales attractions touristiques de l'île. En 2007, Puerto del Carmen comptait 10315 habitants.

## Tourisme
Puerto del Carmen est une station fréquentée par des touristes provenant de toute l'Europe et principalement des Iles britanniques, d'Allemagne, de Scandinavie et d'Espagne. La principale artère de la ville est l'Avenida de las Playas qui s'étend sur plus de 4 km entre Matagorda et le quartier du port. À droite de cette avenue (à sens unique pour les voitures), se succèdent bars, hôtels, restaurants, discothèques, boutiques de toutes sortes (beaucoup de parfumeries) et autres attractions touristiques tandis qu'à gauche, les plages de sable de Los Pocillos et de la Playa Grande font le bonheur des adeptes de la chaise longue et de la baignade. Dans la vieille ville, le centre commercial Biosfera propose aussi un grand choix de boutiques et autres commerces.
Puerto del Carmen compte plusieurs centres de plongée avec une eau limpide (visibilité de 25 à 30 m.) dont la température ne descend jamais sous les 19 °C.

## Galerie

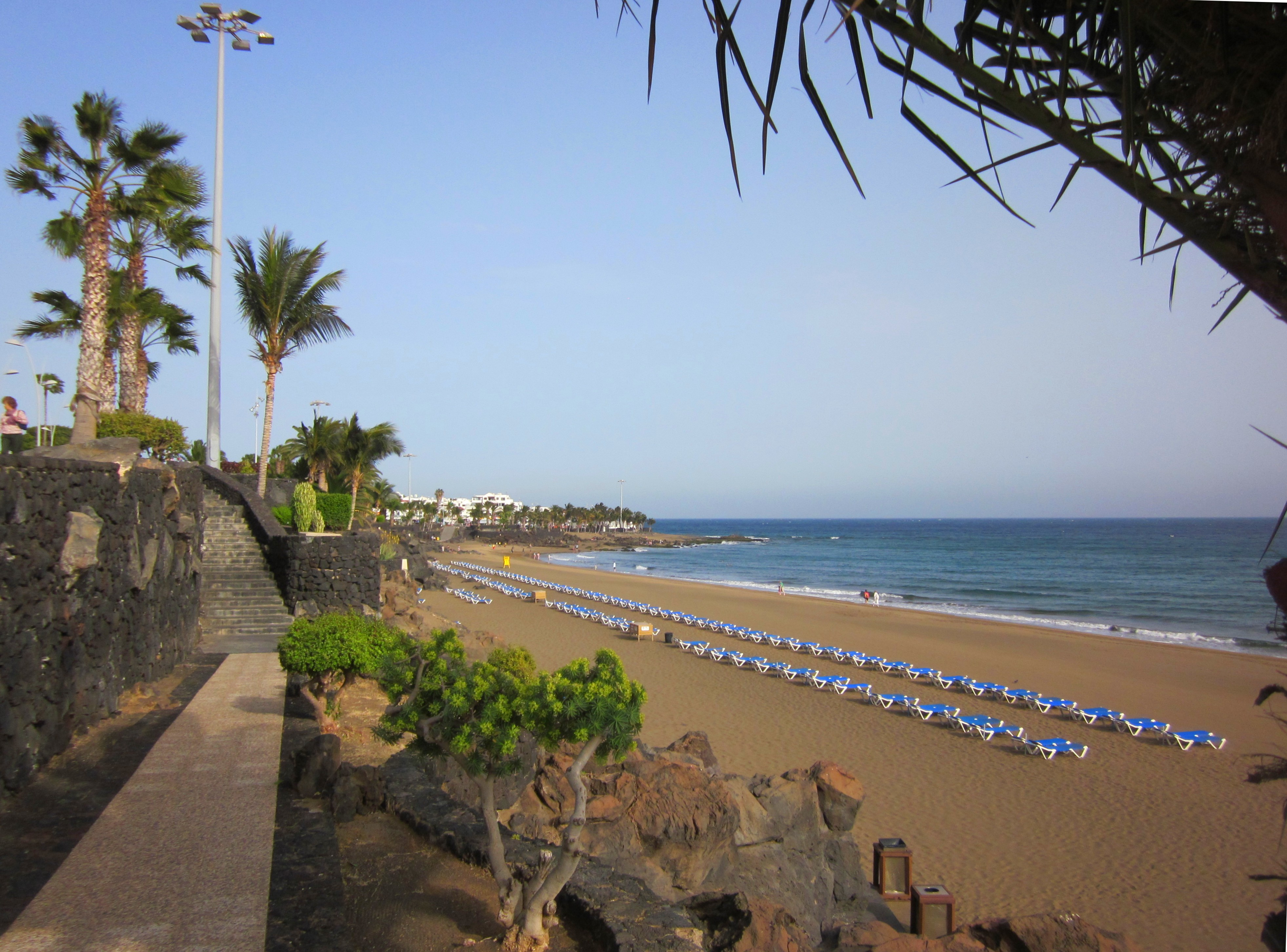
Playa Grande
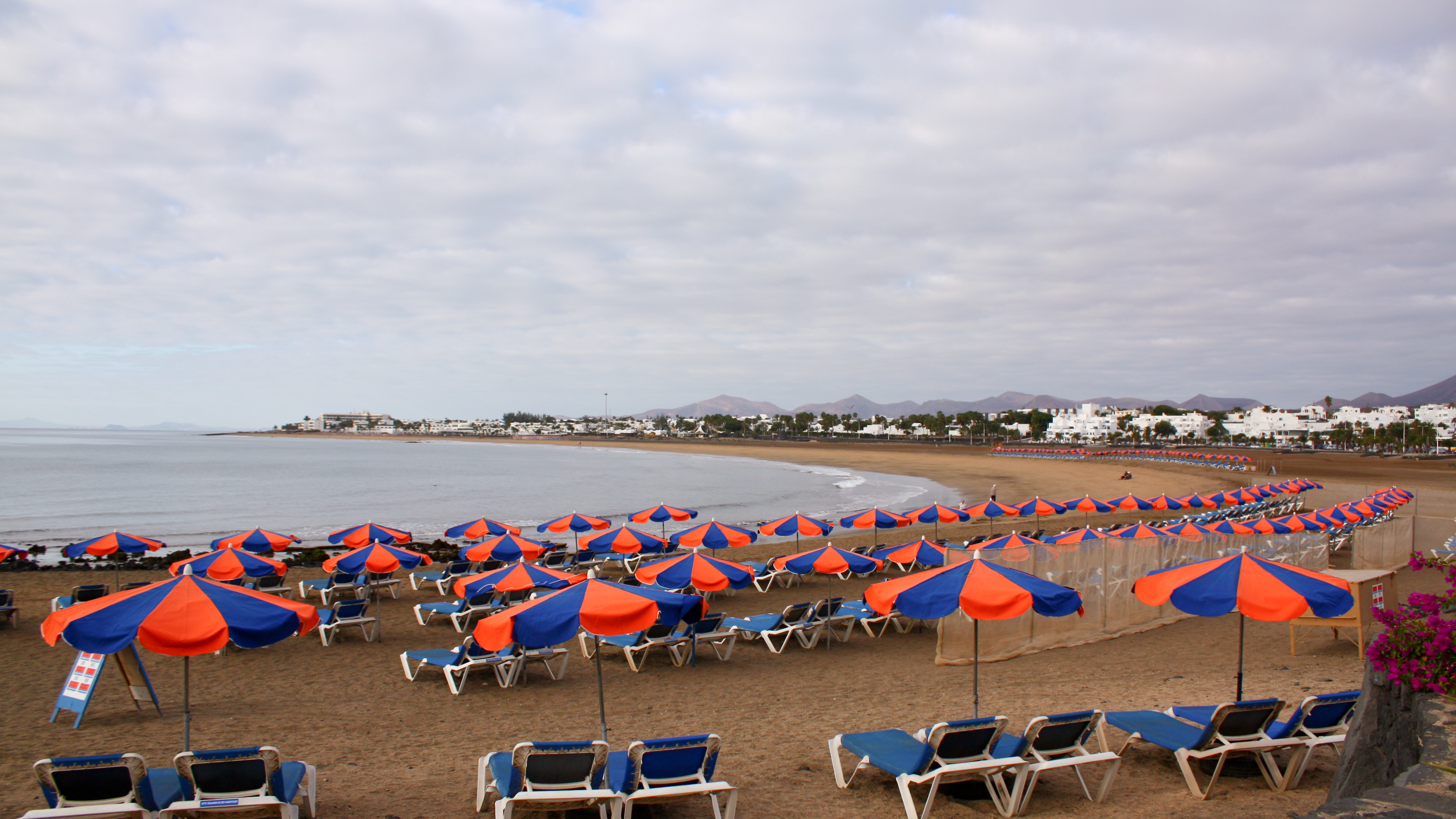
Playa Matagorda
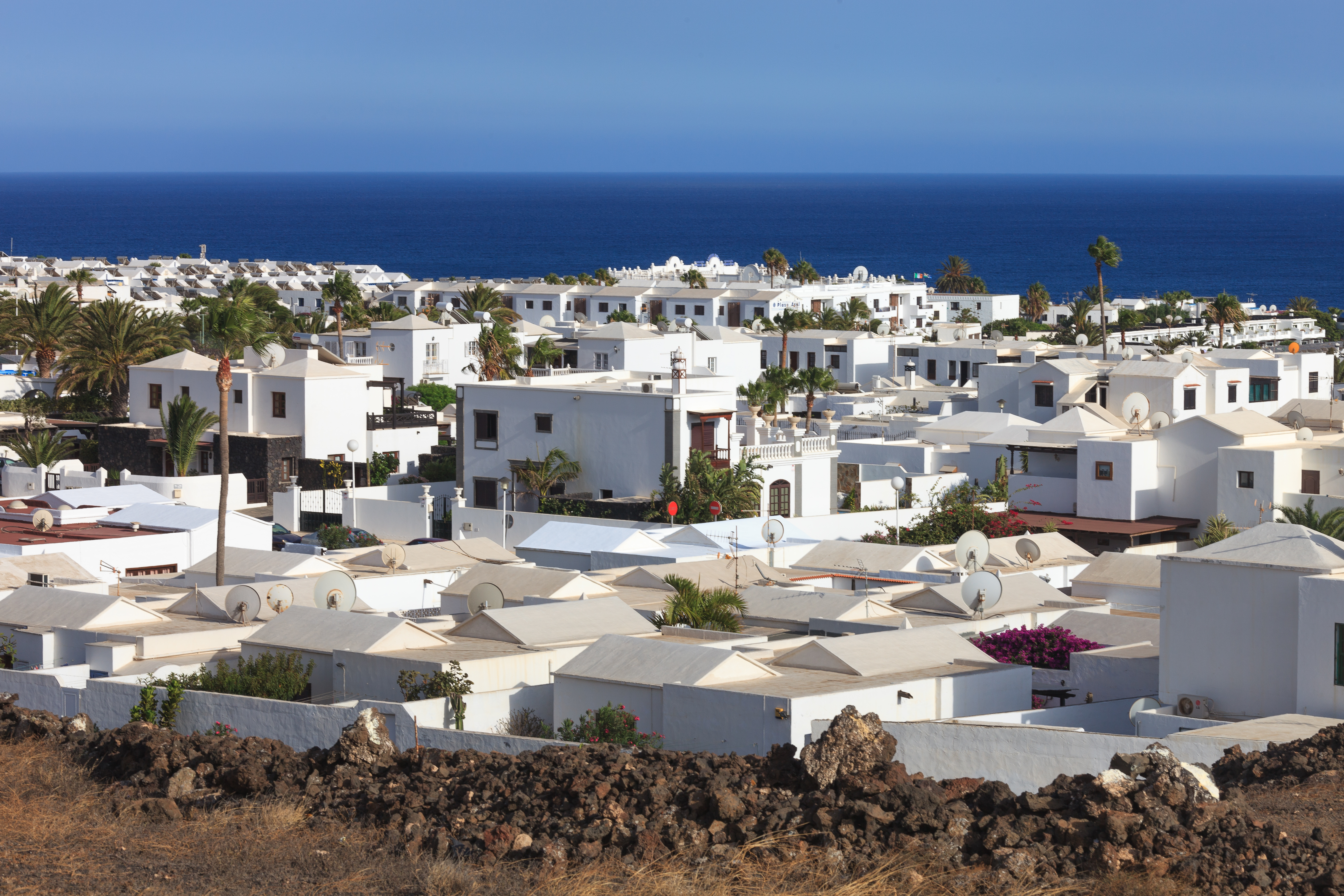
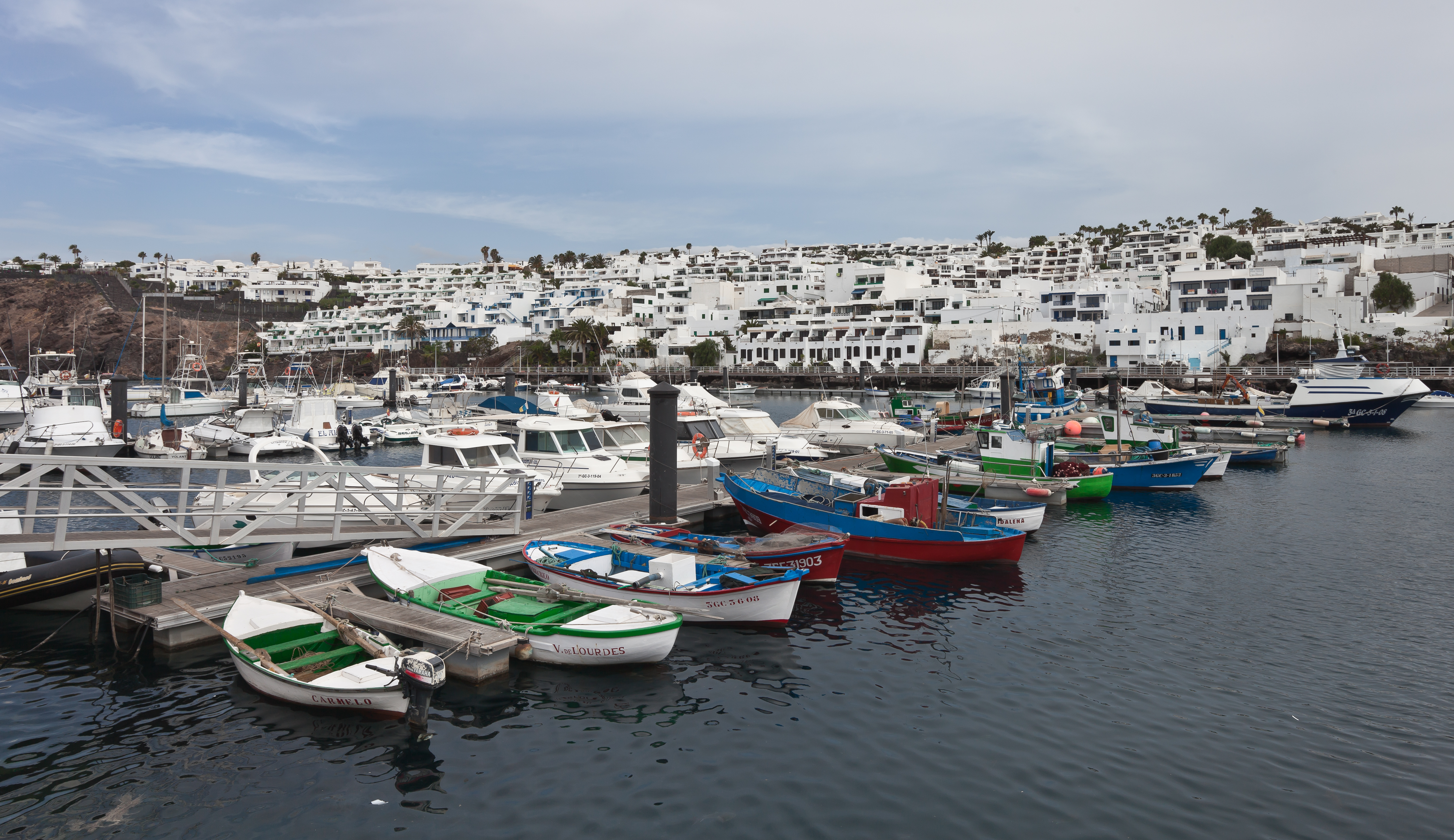
Le Port